# Венерсборг
Венерсборг (швед. Vänersborg, pronunciationⓘ) — місто в Швеції та центр однойменної комуни в лені Вестра-Йоталанд, що має населення 21 699 (з загальної кількості в комуні 37 369). До 1997 року місто було центром лену Ельвсборг, який було розформовано в 1998 році. З 1999 року Венерсборг є місцем розташування регіонального парламенту лена Вестра-Йоталанд. Місто розташовано на південному узбережжі озера Венерн, близько до місця, де річка Гета-Ельв виходить з озера.

## Історія

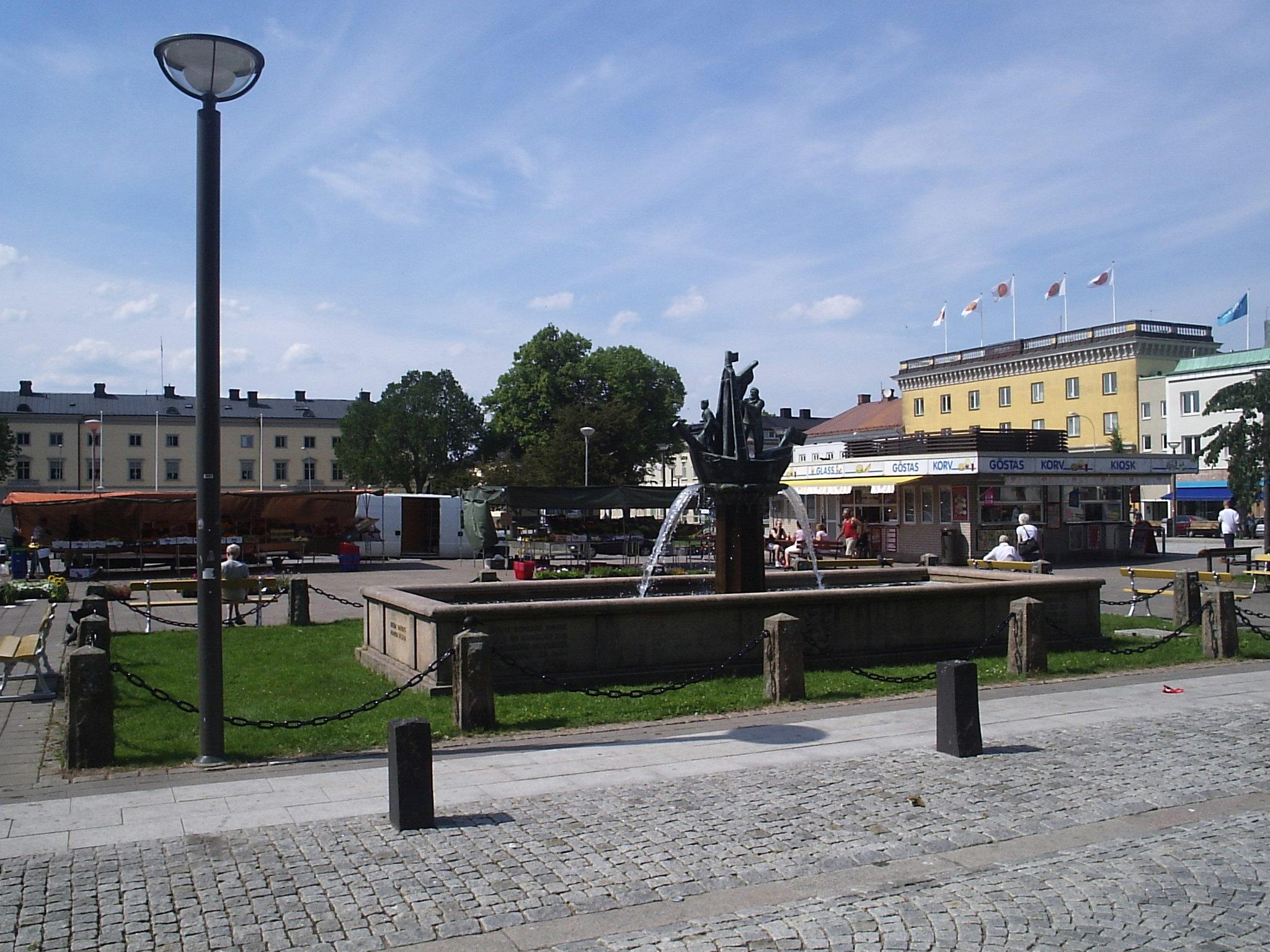
Площа в Венерсборзі.

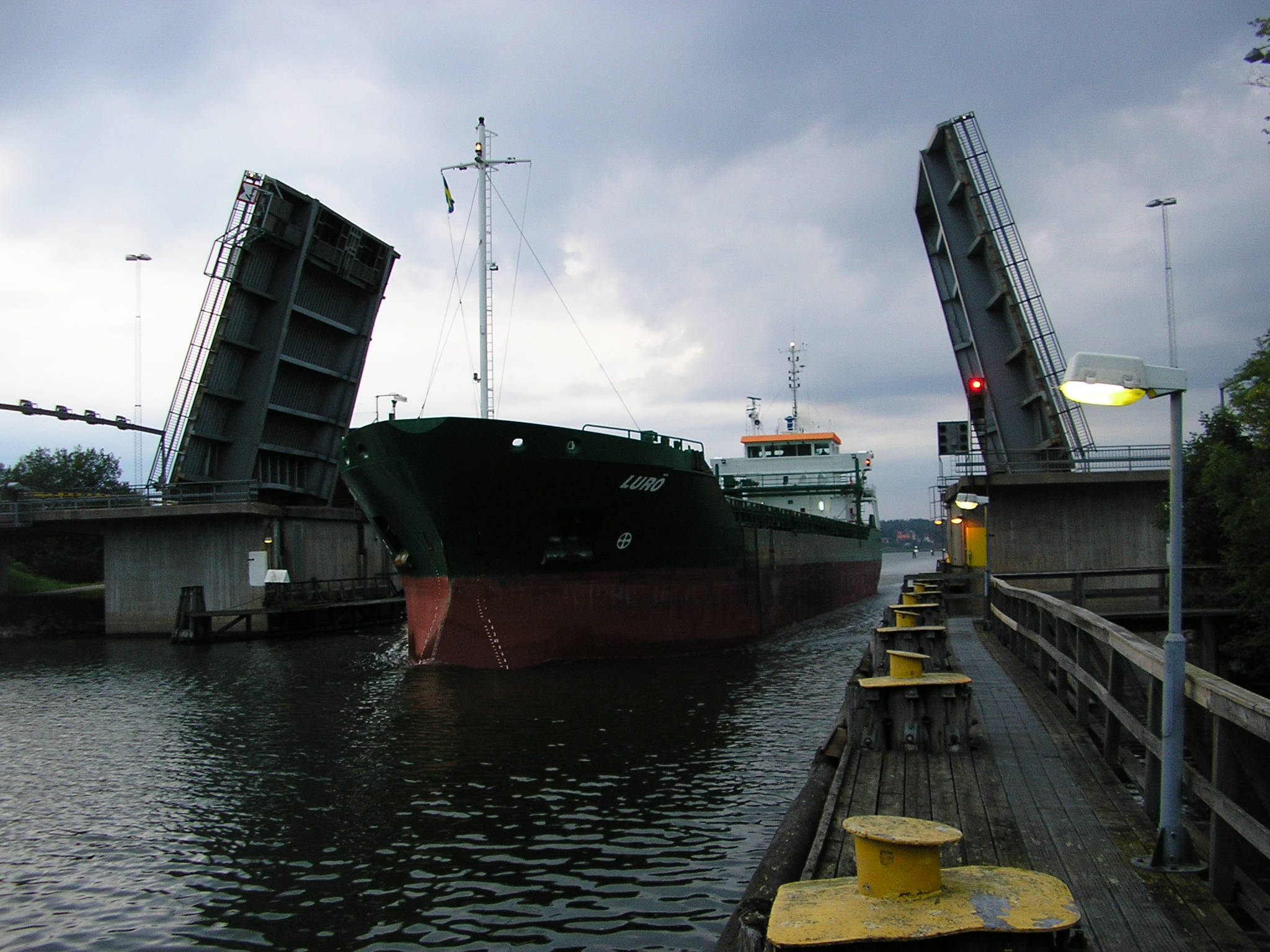
Шлюз Гропборн (1966).

До кінця середньовічного періоду в Бретте на південному кінці Васботтена (південна частина Венерна), південніше сучасного Венерсборга, було створено ринок. Селищу надали статус міста в 1580 році. Однак місце стало непридатним для торгівлі через замулювання порту, до того ж, його було важко захистити. Тому, в 1644 році місто було перенесено на 3,5 кілометра на північ до Хувуднасет, і було створено нове місто Венерсборг, незважаючи на небажання його мешканців. 1 лютого 1644 року королева Христина I повторно надала статус міста.
Назва «Венерсборг» значить «фортеця на Венерні». Вона походить від фортеці, яка була побудована в 1644 році для захисту нового міста. Герб також з 1644 року, зображує золотий корабель ( bojort ) з двома прапорами Швеції.
19 червня 1644 року Ганнібал Сехестед напав на місто та спалив його під час війни між Данією-Норвегією та Швецією 1643—1645 рр. 10 вересня 1676 року Ульрік Фредерік Гюлленльове залишив місто після розграбування і спалювання під час війни 1675—1679 рр, одним з трофеїв стали церковні дзвони, які сьогодні знаходяться в Церкві Спасителя в Копенгагені.
У 1679 році Венерсборг став центром лену Ельвсборг.
У 1727 році місто отримало першу аптеку. У 1752 р. був відкритий замок Брінкебергскулда. У 1753 році місто отримало першого міського лікаря, який також був призначений провінційним лікарем, першим в лені Ельвсборг. 16 листопада 1756 р. введено в експлуатацію перша в місті богадільня. У 1783 році побудовано першу лікарню. У ніч між 24 та 25 вересня 1777 р. вибухнула пожежа, яка зруйнувала церкву, шкільні та капличні будинки та ще 52 будинки, загалом третину міста. 3 жовтня 1788 року датчани зайняли Венерсборг, а 5 листопада залишили місто без нападів чи розграбувань.
Близько 1800 року у Венерсборзі проживало 1500 мешканців. Венерсборг був пунктом, у якому товари перевантажувались з озерних суден до місцевості нижче водоспаду Тролльгеттан (і навпаки), де судна могли продовжувати безперешкодно до Гетеборгу і за його межі. У 1778 р. був відкритий канал короля Карла між Венерсборгом і Тролльгеттаном, скоротивши сухопутний волок. В 1800 р. новий Тролльгеттанський канал і його шлюзи дозволили судноплавство між Ванерном і морем. Водний шлях між Венерном і Гетеборгом сприяв подальшому зростанню міста.
У 1822 році було засновано ощадний банк «Венерсборг», один з перших в країні.

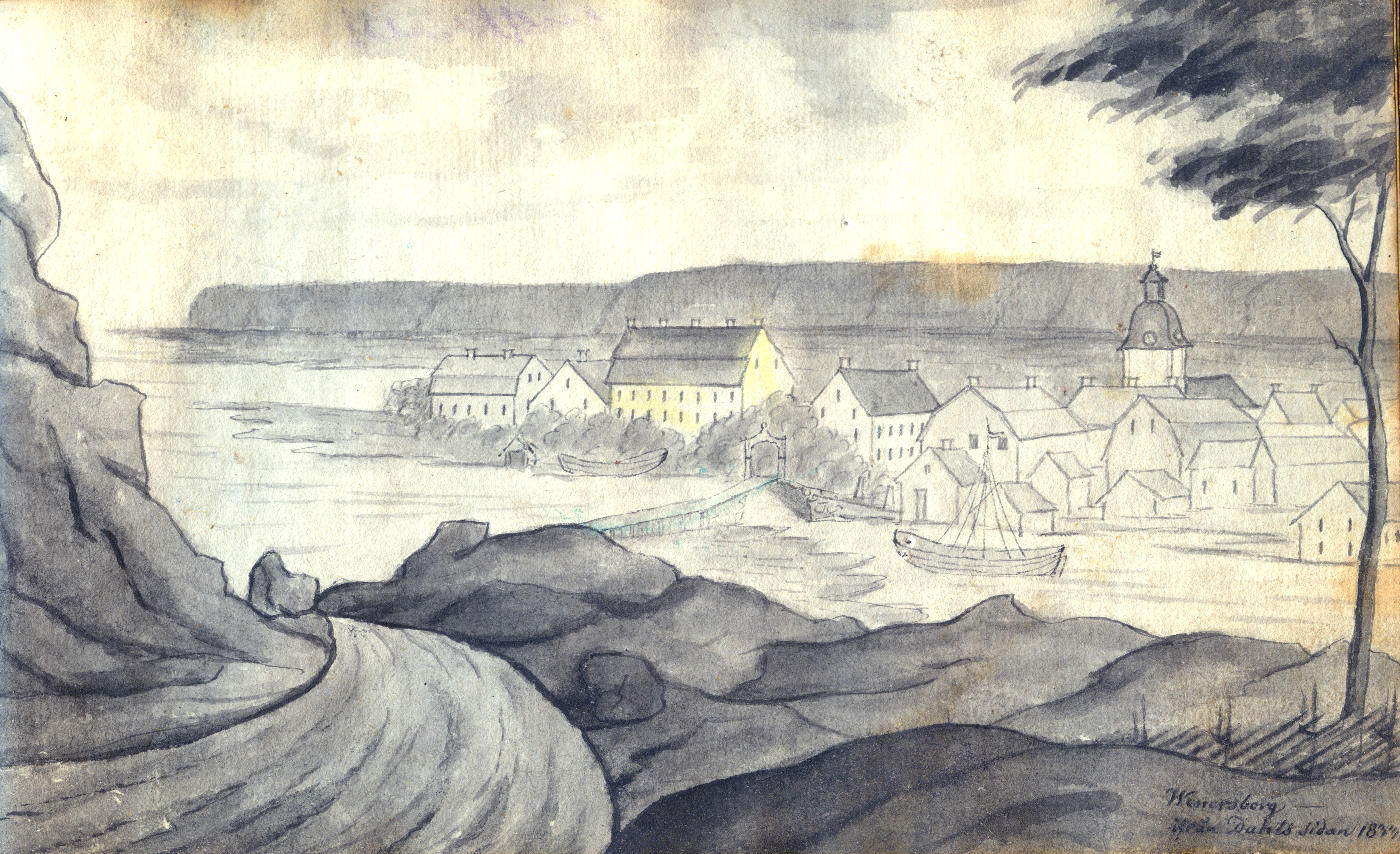
Венерсборг в 1833 році, за рік до великої пожежі.

4 жовтня 1834 р. більшість дерев'яних будинків міста згоріло. Улиці відновленого місто були сплановані у вигляді сітки, що було досить незвично для того часу.
У 1848 році була заснована сірчана фабрика, яка була закрита в 1932 році. У 1853 році був доданий перший телеграф, а в 1855 році Норвегія була з'єднана телеграфом з зовнішнім світом через Венерсборг, і станція стала однією з найбільших в країні. У 1860 році одним з найбільших в країні взуттєвих заводів став Андерс Фредрік (A.F.) Carlsson, який був закритий в 1969 році.
27 квітня 1864 р. почала будуватися залізниця Уддевалла-Венерсборг-Геррюнга та відкрита 17 травня 1867 року. 26 лютого 1878 р. була відкрита дільниця до Гетеборгу, 1 грудня 1879 р. до Меллеруда. У тому ж році було відкрито сполучення з Норвегією.
16 квітня 1877 року було відкрито перша школу для глухих, а в 1905 році в Рестаді відкрили психіатричну лікарню. У 1924 році було впроваджено електричне вуличне освітлення, у 1952 з'явився перший світлофор, а в 1977 перші паркомати. У 1967 році був закладений останній цегельний завод, і в грудні 1987 року лікарня була закрита і замінена новоствореною в комуні Тролльгеттан.

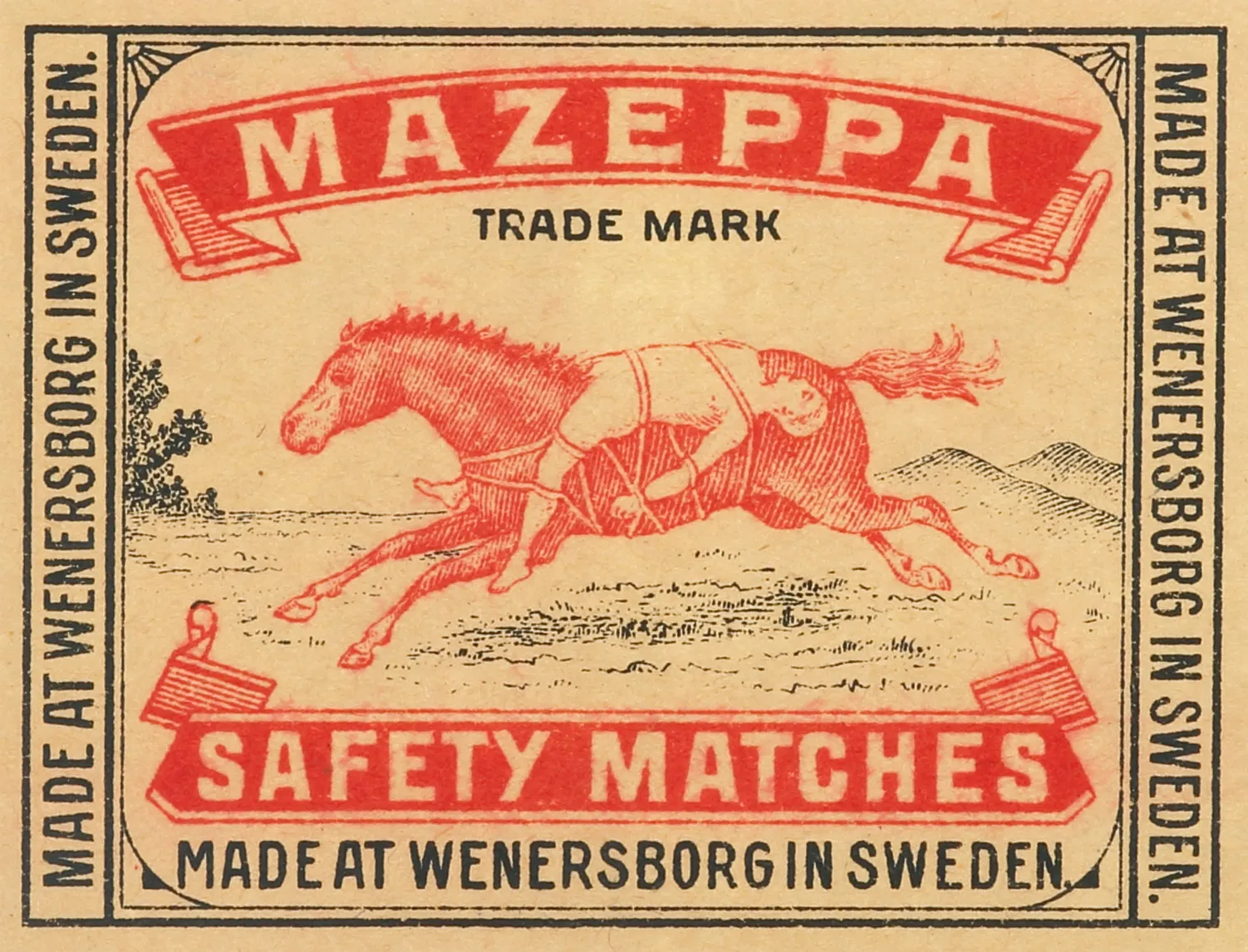
Шведські сірники "Мазепа", що вироблялися у місті. Vänersborgs Tändsticksfabrik (1867-1895)

## Клімат
Венерсборг має холодний морський клімат. Він також має відносно вологий клімат для Швеції, який має середню кількість опадів 709 мм між 1961 і 1990 рр. На початку XXI-го століття кількість опадів збільшилася. Різниця між літом і зимою менша, ніж у багатьох інших внутрішніх районах Швеції, оскільки клімат робить більш помірним близькість до Каттегату і озера Венерн. Незважаючи на це, клімат досить континентальний, враховуючи його класифікацію як морського. Розташування на березі озера Венерн дає більше дощів та вітру, а також деяку можливість снігового ефекту озера.
| Клімат Венерсборг 2002–2018; екстремальні температури з 1901 року | Клімат Венерсборг 2002–2018; екстремальні температури з 1901 року | Клімат Венерсборг 2002–2018; екстремальні температури з 1901 року | Клімат Венерсборг 2002–2018; екстремальні температури з 1901 року | Клімат Венерсборг 2002–2018; екстремальні температури з 1901 року | Клімат Венерсборг 2002–2018; екстремальні температури з 1901 року | Клімат Венерсборг 2002–2018; екстремальні температури з 1901 року | Клімат Венерсборг 2002–2018; екстремальні температури з 1901 року | Клімат Венерсборг 2002–2018; екстремальні температури з 1901 року | Клімат Венерсборг 2002–2018; екстремальні температури з 1901 року | Клімат Венерсборг 2002–2018; екстремальні температури з 1901 року | Клімат Венерсборг 2002–2018; екстремальні температури з 1901 року | Клімат Венерсборг 2002–2018; екстремальні температури з 1901 року | Клімат Венерсборг 2002–2018; екстремальні температури з 1901 року |
| Показник                                                          | Січ.                                                              | Лют.                                                              | Бер.                                                              | Квіт.                                                             | Трав.                                                             | Черв.                                                             | Лип.                                                              | Серп.                                                             | Вер.                                                              | Жовт.                                                             | Лист.                                                             | Груд.                                                             | Рік                                                               |
| Абсолютний максимум, °C                                           | 10,5                                                              | 14,9                                                              | 21,0                                                              | 26,6                                                              | 28,7                                                              | 32,0                                                              | 33,1                                                              | 33,0                                                              | 26,7                                                              | 21,3                                                              | 14,1                                                              | 11,7                                                              | 33,1                                                              |
| Середній максимум, °C                                             | 1,4                                                               | 1,7                                                               | 5,5                                                               | 11,4                                                              | 16,4                                                              | 19,7                                                              | 22,1                                                              | 20,8                                                              | 17,1                                                              | 11,1                                                              | 6,2                                                               | 3,1                                                               |                                                                   |
| Середня температура, °C                                           | −1,2                                                              | −1,1                                                              | 1,5                                                               | 6,3                                                               | 11,2                                                              | 14,5                                                              | 17,1                                                              | 16,2                                                              | 12,8                                                              | 7,5                                                               | 3,6                                                               | 0,5                                                               |                                                                   |
| Середній мінімум, °C                                              | −3,8                                                              | −3,9                                                              | −2,5                                                              | 1,2                                                               | 5,9                                                               | 9,3                                                               | 12,1                                                              | 11,6                                                              | 8,4                                                               | 3,9                                                               | 1,0                                                               | −2,1                                                              |                                                                   |
| Абсолютний мінімум, °C                                            | −28                                                               | −32,5                                                             | −26,9                                                             | −19                                                               | −3,5                                                              | 0,2                                                               | 2,9                                                               | 1,1                                                               | −4                                                                | −11,9                                                             | −16,8                                                             | −25,5                                                             | −32,5                                                             |
| Норма опадів, мм                                                  | 66.0                                                              | 46.7                                                              | 39.7                                                              | 44.9                                                              | 53.2                                                              | 81.5                                                              | 81.2                                                              | 94.4                                                              | 68.2                                                              | 85.6                                                              | 86.1                                                              | 85.4                                                              |                                                                   |
| ----------------------------------------------------------------- | ----------------------------------------------------------------- | ----------------------------------------------------------------- | ----------------------------------------------------------------- | ----------------------------------------------------------------- | ----------------------------------------------------------------- | ----------------------------------------------------------------- | ----------------------------------------------------------------- | ----------------------------------------------------------------- | ----------------------------------------------------------------- | ----------------------------------------------------------------- | ----------------------------------------------------------------- | ----------------------------------------------------------------- | ----------------------------------------------------------------- |

## Економіка
Ремесло, торгівля, судноплавство та його колишній статус адміністративного центра лену Ельвсборг сприяли розвитку Венерборга. Ще з 1600-х років мешканці міста складалися з динамічного поєднання адміністраторів, бізнесменів, ремісників і умільців. Сьогодні муніципалітет характеризується більш високотехнологічними компаніями у сфері інжинірингу, ІТ та електроніки, освіти та кваліфікованих служб. Все ще важливу роль відіграє й державне управління.

## Спорт
Команда по хокею м'ячем «Венерсборг» грає у вищій лизі Швеції. «Венерсборг Арена» була відкрита в 2009 році (та коштувала 300 млн шведських крон) і використовувалася на чемпіонаті світу з хокею м'ячем у 2013 та 2019 роках.

## Видатні особистості

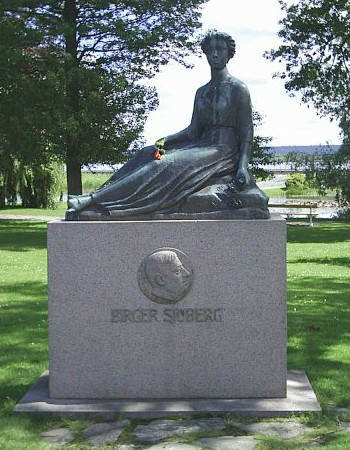
Фріда Біргера Себерга

- Біргер Себерг (1885—1929) — поет, народився в Венерсборзі, захоплено писав про Венерсборг, особливо в Fridas bok (1922), де називав Венерсборг «малим Парижем».
- Аксель Вільгельм Ерікссон (1846—1901) — дослідник, орнітолог, у міському музеї є колекція птахів з південно-західної Африки, що була їм зібрана.
- Агнес Карлссон — співачка.
- Томмі Блек — хіп-хоп продюсер, володар Греммі.
- Маргарета Арвідссон — переможниця «Міс Всесвіт» у 1966 році.